# 10052 Nason
10052 Nason è un asteroide della fascia principale. Scoperto nel 1987, presenta un'orbita caratterizzata da un semiasse maggiore pari a 2,9022317 au e da un'eccentricità di 0,0797734, inclinata di 1,22875° rispetto all'eclittica.